# 贝拉加恰
贝拉加恰（Belagachhia），是印度奥里萨邦Cuttack县的一个城镇。总人口4610（2001年）。

## 人口
该地2001年总人口4610人，其中男性2366人，女性2244人；0—6岁人口527人，其中男271人，女256人；识字率74.08%，其中男性为80.73%，女性为67.07%。